# باولو دياز (لاعب كرة قدم)
باولو دياز (27 فبراير 1944 في البرازيل - ) هو لاعب كرة قدم برازيلي في مركز حراسة المرمى. لعب مع ميامي طوروز ‏ وكليفلاند كوبراز ‏.

## وصلات خارجية
- باولو دياز على موقع قاعدة بيانات كرة القدم.إي يو (الإنجليزية)